# Бохоники
Бохо́ники (раніше Черленков) — село в Україні, в Агрономічній сільській громаді Вінницького району Вінницької області.

## Історія
Назва Бохоники можливо пов'язана з власниками Бохенськими. За іншою версією назва пов'язана з географічним розташуванням на річці Південний Буг, який раніше мав назву Бог. Можливо Бохоники спочатку називалися Богонники чи Богинки. В деяких джерелах згадується як Bochonniki, Bochenniki та Bochinki.     
До складу Бохоників входить територія колишнього села Черленков. Раніше Богинки мали назву Черлінков (Czerlinkow) також в деяких джерелах згадується як Черленков (Czerlenkow) та Цєлінков (Cielinkow).    
В книзі "Slownik geograficzny Krolestwa Polskiego i innych krajów slowianskich" виданій у Варшаві в 1880 року, а саме в першому томі згадується село Вінницького повіту Черленков над річкою Богом, і зазначено що помилково звалося Черенков, саме ж село належало до Корженьовських, а сьогодні Петру Потоцькому. Також є уточнення що це село Бохонники (Bochenniki), а також що в 1868 році мала 38 будинків. Також в книзі згадано інше село над Бугом Черленков Новий або Селище. 
Село Бохоники в часи Речі Посполитої належало до України, а саме Нижнього Поділля (Брацлавське воєводство). Потім Юзвинської волості Вінницького повіту. З 7 березня 1923 у складі Вінницького району. 20 червня 1962 року підпорядковано Пирогівській сільській раді.
Існувала церква Івана Богослова 1730 року. Зруйнована в 1930 роках. Також в Бохониках існувала церква Різдва Богородиці 1741 року. Розібрана в 1960 роках. 2007 року відкрита новозбудована церква Івана Богослова.

## Археологічні пам'ятки
У селі виявлено поселення трипільської культури. Поселення розташоване поблизу села. Відкрито у 1979 р. експедицією під керівництвом Зайця І. І. Матеріали зберігаються у фондах Вінницького педагогічного інституту. Пам'ятку віднесено до раннього трипілля перехідного етапу А-ВІ.

## Відомі люди
- Коваль Ганна Філімонівна — засновник народного аматорського фольклорно-етнографічного ансамблю «Брикса»[8]. У 2003 році нагороджена орденом княгині Ольги III ступеня за збереження народних традицій і відродження духовності. Вона була першою жінкою в Україні, удостоєна цієї нагороди.[9]
- Проценко Андрій Юрійович (1994—2019) — солдат Збройних сил України, учасник російсько-української війни.
- Савчук Анатолій Якович — радянський та український політик, народний депутат України I скликання.

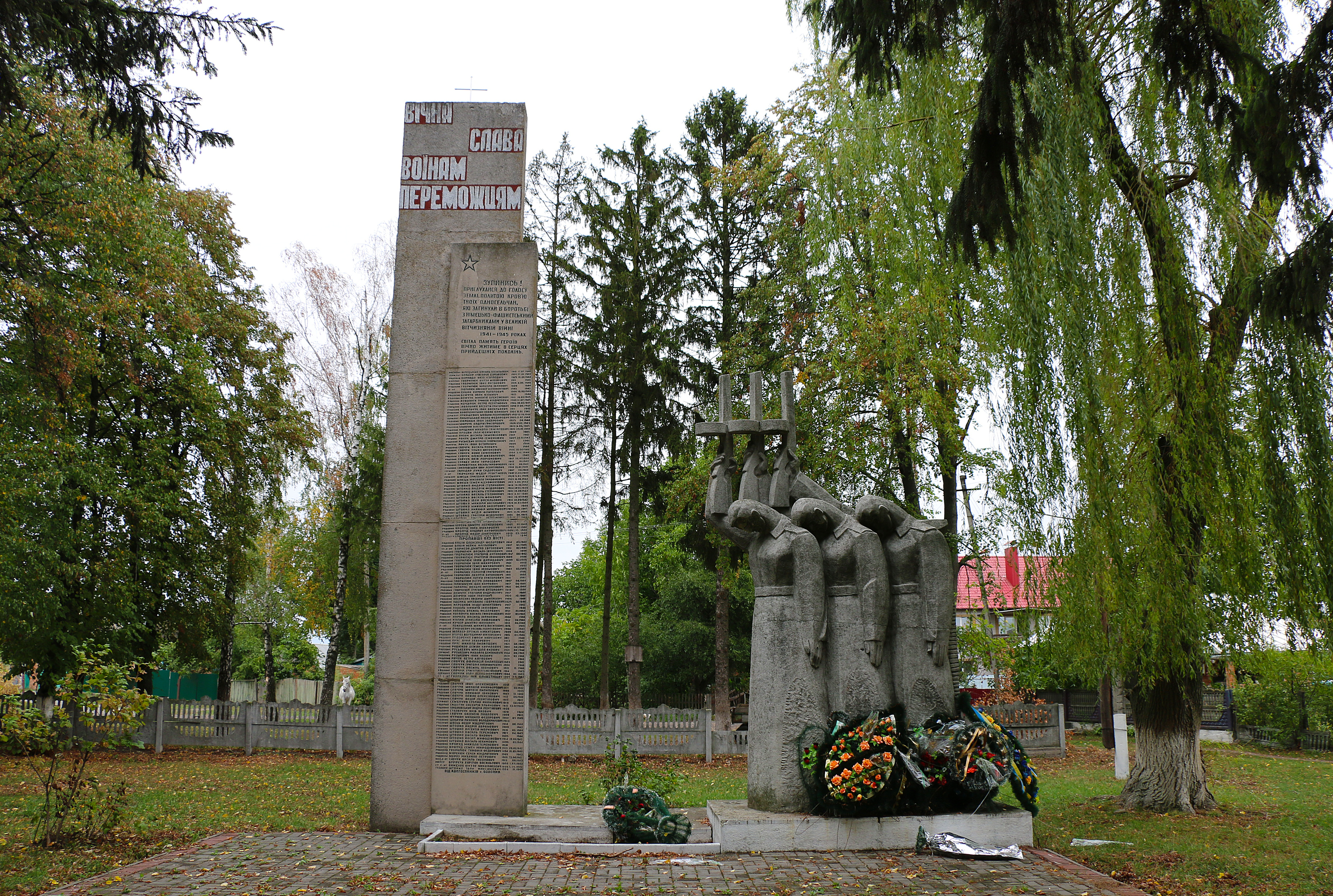
с. Бохоники